# Sunday Search
Sunday Search（サンデー・サーチ）はNACK5で2008年4月6日から2010年3月28日まで放送されていたワイド番組。

## 概要
- この番組の核となるのが「ランキング」や番組タイトルの「Search＝調べる」である。ランキングは「Yahoo!検索」を中心に、日付毎に調べたりしながら番組を進行。
- リスナーからの意識調査をランク付けして発表するコーナーもある。

## 放送時間
- 4:00 - 7:00（2008年4月6日 - 2009年3月29日）
- 5:00 - 7:00（2009年4月5日 - 2010年3月28日）
  - この直前に土曜深夜番組RADIO J-ACK（ジェイムス・ヘイブンス）が入り、日曜起点時間が5時に変更になったため。変更前の約1ヶ月は当番組だけでなく、他番組内でもCM中に告知を入れて放送時間が変更になることを伝えていた。

## 出演
パーソナリティ
佐藤多恵
番組スタッフ
タカギ：ディレクター。山形出身。よく番組の中では気取ったキャラクターで登場することが多い。
カネホリ：アシスタントディレクター。女性。番組内ではかなりのSキャラを発揮している。5時台前半の「カネホリサーチ」は彼女がリサーチ。過去には二つ名として「たえブリーダー」と言うのが着いていた。
セキグチ：構成作家。同局番組の鬼玉水曜も担当。

## 番組内容

### 2009年4月から
- 5:00　オープニング
- 5:02　NACK5 NEWS：朝のニュース
- 5:15　GOLF WEATHER：南関東・箱根方面・北関東のゴルフ場の天気
- 5:17　Yahoo! JAPAN　人名検索ワードランキング：Yahoo!JAPANで1週間に検索された「人の名前」のランキングトップ10。なお、トップ10に入らなかったものの、ランクが急上昇した注目人物も紹介。知ったかコーナー終了に伴って、知ったかキーワードはランキング中に放送。※3時間時代は、そのトップ10の中で人名当てクイズを実施。内容はランクインした人名、または関連人名を当てるもの。正解者1名にサイン入りNACK5ステッカーをプレゼントしていた。
- 5:37　Yahoo! JAPAN　急上昇ワードサーチ：Yahoo! JAPANの検索中、放送日前の月曜から金曜で人名以外でどんな言葉が検索されたか、もっとも検索ポイントが上がったものをチェックする。
- 5:40　カネホリ調査隊“カネホリサーチ”：上のコーナーの直後に放送。上記のサイトの言葉5つの内1つをふかーく、ADの“カネホリ”が調査する
- 5:52　GOLF WEATHER：南関東・箱根方面・北関東のゴルフ場の天気
- 6:00　NACK5 NEWS：朝のニュース
- 6:04　着うたダウンロードランキング：セルCDのランキングとは一線を画す、音楽チャート。データ提供はmusic.jp。ランキングから曲をかけるが、着うたのランキングのためラジオオンエアー解禁前や、CM限定曲という理由で流せないことがあった。
- 6:26　多恵サーチ：DJの佐藤の1週間をワードのもとにこじつけてランク付け。基本的に上位は自虐ネタ。
- 6:32　NACK5 WEATHER：天気予報(関東／札幌・仙台・新潟・長野・名古屋・大阪・広島・福岡・那覇)。
- 6:34頃　NACK5 TRAFFIC：交通情報
- 6:40頃　リスナーサーチ：毎週テーマを決めて、リスナーからの動向を調査する。これをランキング付けして発表。

### 2009年3月まで
4時台
- 4:00　オープニング、改めて「リスナーサーチ」の御題発表
- 4:20頃　Yahoo! JAPAN　人名検索ワードランキング
- 4:35頃　知ったかぶりぶり：前述のランキングから気なる人をピックアップ

5時台
- 5:03頃　NACK5 NEWS：朝のニュース
- 5:08頃　Yahoo! JAPAN　急上昇ワードサーチ
- 5:15頃　カネホリ調査隊“カネホリサーチ”
- 5:20頃、5:40頃　GOLF WEATHER
- 5:45頃　多恵サーチ

6時台
- 6:00　NACK5 NEWS
- 6:04頃　着うたダウンロードランキング
- 6:32頃　NACK5 WEATHER
- 6:34頃　NACK5 TRAFFIC
- 6:40頃　リスナーサーチ

### 終了したコーナー
- モーニング・レター：番組の冒頭のコーナー。毎週スタッフからの手紙が届き、素敵な一言でしめてもらう。佐藤曰く、「一番怖い」。2008.8.10まで。
- 番組内では「たえレージバンク」制度を導入し、佐藤が一回噛むと、「1たえレージ」。100貯まると佐藤の自腹プレゼントであったが、2008.9.7に96たえレージ貯まった所で終了した。
- たえてぃの茶の間：2008.8.10からスタート。毎週設定する御題に関するリスナーの質問に佐藤が答えていくというもの。番組内でリスナーサーチと同じように随時読んでいく。ちなみにこれは2008.7に番組5時台の前半で取り上げた、石川県警 ミキティの部屋のパロディ版としてADカネホリが立ち上げたもの。この後番組中、随時行われた。2008.8.31まで。
- 佐藤多恵のあり？なし？：2008.9.7からスタート。毎週、スタッフの思う佐藤のいけないと思うところを意見し、それはありか？なしか？と判断する。2008.9.28まで。
- 知ったかぶりぶり：「人名検索ワード」のランキングから気なる人をピックアップしていた。2009.3.29まで。

## エピソード
- 片桐八千代とのクロストーク…6時30分のメッセージテーマの時間に、次の番組（ENJOY! THE SUNDAY）のパーソナリティである片桐がスタジオに来て、佐藤とのクロストークが行なわれた。また、ENJOY! THE SUNDAYのメッセージテーマの発表を行なっていた。（2008年4月 - 12月）
- ちょいすてにあ…着うたランキングの際に「Spontania」が登場したのと、佐藤に何かを選ばせる(choice)を掛け合わせて、タカギとセキグチが組んだツインラップ。
- 劇団Search…カネホリサーチ内のラジオドラマに出てくるキャラクターたちの総称。ラジオドラマで佐藤が爆笑したままマイクがONになることもしばしばで、5時台ラストのふつおたの時間帯には感想が続々届いていることが報告される。2010年3月14日のOAで、佐藤も劇団Searchに入団した。（ドラマ上での映画女優役で、英語を披露。）
  - カンくん…カネホリサーチ内で行なわれるラジオドラマに、たまに現れる男性キャラ。フルネームはナカムラ カンジュウロウ。紳士キャラとKY男キャラの2つのver.が存在し、KY男キャラver.では、「チョリ〜っス」が口癖。
  - エリカさま
  - ユイ…カンくんの彼女役。いわゆるバカップル。